# 2006 TP130
2006 TP130, também escrito como 2006 TP130, é um objeto transnetuniano que está localizado no Cinturão de Kuiper, uma região do Sistema Solar. Este corpo celeste é classificado como um provável cubewano. Ele possui uma magnitude absoluta de 6,7 e tem um diâmetro estimado com 201 km.

## Descoberta
2006 TP130 foi descoberto no dia 13 de outubro de 2006 pelos astrônomos P. A. Wiegert e A. M. Gilbert.

## Órbita
A órbita de 2006 TP130 tem uma excentricidade de 0,128 e possui um semieixo maior de 44,145 UA. O seu periélio leva o mesmo a uma distância de 38,496 UA em relação ao Sol e seu afélio a 49,793 UA.